# Sørlandet
Sørlandet (in norvegese terra del sud) è una regione geografica costiera della Norvegia che si affaccia sullo Skagerrak, il braccio di mare che separa la Norvegia dalla Danimarca.
La regione di Sørlandet coincide con la contea di Agder ma le regioni costituiscono una suddivisione di rilevanza esclusivamente storico-geografica e talvolta, aree contigue delle contee di Rogaland, Vestfold e Telemark vengono considerate parte della regione.

## Origini e uso del termine
Il nome e la designazione come entità geografica del territorio norvegese, sono recenti.
L'uso è stato introdotto dal poeta Wilhelm Krag non prima del 1902.
Prima di quest'anno, quest'area era considerata parte del Vestlandet (terra dell'ovest).
Storicamente Sørlandet corrisponde in modo approssimativo al territorio del regno vichingo di Agder, esistito fra il IX e il X secolo d.C. 
La superficie totale di questa area geografica è di 16 493 km².
Dal punto di vista etno-linguistico, il Sørlandet è più propriamente circoscrivibile all'area costiera sullo Skagerrak, escludendo la parte settentrionale.

## La regione costiera
Quasi l'80% della popolazione delle due contee amministrative, vive lungo la costa, dove il clima è più temperato, l'economia (pesca prevalentemente) è più fiorente grazie alle abbondanti risorse ittiche e i numerosi collegamenti marittimi.
I principali insediamenti costieri del Sørlandet (da ovest a est) sono:
- Flekkefjord
- Farsund
- Mandal
- Kristiansand
- Lillesand
- Grimstad
- Arendal
- Tvedestrand
- Sandøya
- Risør